# Colonia Independencia, Angangueo
Colonia Independencia är en ort i Mexiko.   Den ligger i kommunen Angangueo och delstaten Michoacán de Ocampo, i den södra delen av landet, 130 km väster om huvudstaden Mexico City. Colonia Independencia ligger 2 354 meter över havet och antalet invånare är 1 150.
Terrängen runt Colonia Independencia är huvudsakligen kuperad, men österut är den bergig. Runt Colonia Independencia är det ganska tätbefolkat, med 222 invånare per kvadratkilometer. Närmaste större samhälle är Mineral de Angangueo, 4,2 km öster om Colonia Independencia. I omgivningarna runt Colonia Independencia växer i huvudsak blandskog.